# 尋常科
尋常科（じんじょうか）とは、学校教育法施行以前の日本の旧制学校における課程の名称。より高い上位の課程である「高等科」と対で用いられる。

## 旧制小学校
旧制小学校の「尋常科」は義務教育期間である尋常小学校の課程をいい、修業年限は就学義務年齢の6歳から6年間であった。1941年の国民学校令により「初等科」と改称された。

## 旧制中学校・旧制高等学校
旧制中等教育および旧制高等教育における「尋常科」は（旧制）中学校に相当する課程（修業年限5年）をさす。

### 尋常中学校
1886年の第一次中学校令では中学校を「尋常中学校」および「高等中学校」の2種に分け、前者の修業年限を5年としたが、1899年の第二次中学校令により尋常中学校は「中学校」（旧制中学校）と改称された。

### 高等学校尋常科
1918年公布（翌1919年施行）の第二次高等学校令は、（旧制）高等学校は原則として「修業年限ハ七年トシ高等科三年尋常科四年トス」ることを定めた（同令7条1項）。これにより高等学校は、本科たる高等科の予備課程として（旧制）中学校の課程に相当する「尋常科」（修業年限4年）を併設することが可能となり、以降、尋常科を有する7年制一貫教育の高等学校は官立2校（東京（1921年）・台北（1922年））・公立3校（富山（富山県立・1923年）・浪速（大阪府立・1926年）・府立（東京府立・1929年））・私立4校（武蔵（1922年）・成蹊（1925年）・成城（1925年）・甲南（1923年））が設立（うち外地1校）された。
これら「尋常科」のうち、最も早く廃止されたのは東京高校（1934年）であり、第二次世界大戦が開始されると1943年〜1944年に台北・富山・浪速の3校も財政難などの理由で同科の生徒募集を停止し廃止した。しかし残る5校の尋常科は存続し、戦後の1946年になって東京高校も生徒募集を再開したため、計6校の尋常科が新制高等学校・中学校（中等教育学校）への移行を迎えることとなった。このさい、6尋常科は、高等学校（高等科）を構成母体として発足した新制大学の附属校（国公立）ないし系列校（私立）へと改編されて現在に至っている。以上の事情を背景に、6校は程度の差はあるものの、校章・校旗・創立年・校風などに見られるように、旧制高校時代からの歴史的継承関係を強調している。
- 東京高等学校尋常科 - 東京大学教育学部附属中学校・高等学校（現・東京大学教育学部附属中等教育学校）に移行。
- 都立高等学校尋常科[7] - 東京都立大学附属高等学校（現・東京都立桜修館中等教育学校[8]）に移行。
- 武蔵高等学校尋常科 - （新制）武蔵中学校・高等学校に移行。
- 成蹊高等学校尋常科 - （新制）成蹊中学校・高等学校に移行。
- 成城高等学校尋常科 - （新制）成城学園中学校・高等学校[9]に移行。
- 甲南高等学校尋常科 - （新制）甲南中学校・高等学校に移行。